# Касперовский монастырь (Грузско-Ломовка)
Ка́сперовский монастырь — православный женский монастырь Донецкой и Мариупольской епархии Украинской православной церкви (Московский патриархат) в честь Касперовской иконы Божией Матери в посёлке Грузско-Ломовка под Макеевкой.
Первый женский монастырь в Донецкой области, открыт 30 апреля 1997 года на месте бывшей психиатрической больницы.
Первой настоятельницей монашеской общины была назначена монахиня Ксения (Васильева); с 2003 года — схимонахиня Мария (Воропаева).
Главный храм обители — в честь иконы Божией Матери «Одигитрия», построенный в конце XIX века.
Также, в монастыре есть следующие храмы: в честь Касперовской иконы Божией Матери (освящён 11 июля 2004 года митрополитом Иларионом (Шукало)), в честь Иоанна Богослова, в честь Крестителя Господня Иоанна.